# 李琳琳
李琳琳（英語：Maggie Li Lin Lin，1948年11月13日—），原名李月玲，香港女演員，籍贯天津。她師承京劇家粉菊花，於1963年加入電影圈，原本屬電懋粵語片組，電懋改組後多演國語片。1967年至1979年間主演電影超過三十部，代表作有《青春的旋律》、《家有賢妻》及粵語片《名劍天驕（奔雷劍）》等。1970年代中期開始接拍電視劇，她在無綫電視拍攝的摩登處境喜劇《相見好I,II》、瓊瑤劇《心有千千結》和古龍劇《小李飛刀》都風靡一時。
李琳琳能說流利粵語、英語、國語和滬語，1980年代中後期擔任《婦女新姿》節目主持人，直至1990年代初移居加拿大生活。自2007年回流香港後，李琳琳間中出席公開場合，2024年起再次活跃于幕前，参演美劇《Expats》、微電影《完美的他》，以及入選第74屆柏林影展兼獲得泰迪熊獎的電影《從今以後》。

## 背景

### 早年生活
李琳琳原名「李月玲」，早年在九龍尖沙咀成長，各有兩名兄妹。李琳琳畢業於天神嘉諾撒學校，從8歲開始學唱功，9歲那年覺得學唱功深奧乏味，為了學北派功架，便要求母親為她轉學，跟隨粉菊花學習平劇。她只以玩票性質學藝而沒有簽下為期7年的師徒合約；同期學員尚有陳寶珠、蕭芳芳、夏帆和沈月華。在粉菊花以外，她還向胡琴名家曹金虎學唱戲曲旦行中的青衣（即正旦），又學過芭蕾舞。

### 事業發展
1962年底，易文和王天林開拍《教我如何不想她》，因電懋公司需要大批少女飾演片中的歌舞女郎，李琳琳於是前去參加公開招募活動，結果跟沈月華及沈芝華姊妹一同被錄用，繼而於1963年1月簽約成為電懋旗下演員；合約期至1966年2月結束。她自此改用藝名「李琳琳」，1965年到澳門為電影《七重天》拍攝外景時，曾因長相看似不符合她其時持有的兒童身份證上報稱的年紀而被澳門移民局人員懷疑是冒認頂包個案，因而對她進行盤查。最終在該片男主角雷震協助解圍下，她才脫離被扣留的險境。
以童星身份演出同時，李琳琳在1960年代初入讀德望學校，然後轉讀新法書院，在校時是一名運動健將，喜歡游泳、玩保齡球、打籃球、踢足球和彈結他，但1966年讀至中四時輟學，全身投入演藝界，並繼續成為電懋（後稱國泰機構（香港）有限公司）演員，為電懋積極提擢的新人，但陸運濤去世後一度遭投閒置散，1967年終於獲得機會主演袁秋楓導演的歌舞片《青春的旋律》，後於1968年與國泰基於不被安排主演要角和不獲加薪而產生意見分歧。李於2008年接受甘國亮《打開天窗》訪問時，承認期間曾獲邵逸夫親自挖角，但李以國泰合約未到期為由婉拒。2003年《蘋果日報》訪問戲院大亨陳俊巖，據陳回憶，1970年初李琳琳主演的《家有賢妻》上映，邵逸夫也到新落成的百樂戲院看戲，結果全院滿座，他只能站著觀看。
1971年3月，李琳琳和國泰提前解約。國泰前總經理楊曼怡自組公司開拍創業作《我的情人》仍由李琳琳主演，男主角為鄧光榮。此後李常於獨立電影中挑起大樑，合作者包括亞洲影展最佳導演龍剛的《廣島廿八》《應召女郎》，羅馬的 《巴士站》、李翰祥的《騙術奇譚》以及金馬獎終身成就獎得主蔡揚名的《方世玉》等，也主演過多部邵氏電影，1971年獲華僑晚報頒發十大明星金球獎（影劇）。2024年《從今以後》上映期間，李曾接受訪問，回憶昔日邵氏電懋的風光。1970年代後期她開始參與無綫電視節目製作，主演了多套經典電視劇，代表作是與石修合演的《心有千千結》。
1978年8月，李琳琳受周梁淑怡邀請短暫跳槽至佳藝電視，惟從簽約（8月1日在佳視藝員聯絡主任朱克主持下與鮑漢琳及鄭寶雯簽約加入）到佳視倒閉為止，只有21日，成為佳視最後一批簽約藝員。佳視四代表被捕期間，她曾出席有關員工集會，並到港督府遞交請願書支持佳視復台。
1978年，李琳琳拍攝電影《著錯草鞋走錯路》跳車戲，從貨車上跳落時被車輥打斷腳，造成小腿斷骨傷患，未幾先於1979年3月赴台灣治療，再於1979年客串演出綜藝節目《Bang Bang 咁嘅聲》，4月正式重返無綫發展。及至1986年至1990年代初，李琳琳為照顧兩名女兒，遂逐漸轉型為主持，主持過《婦女新姿》。
1991年7月，李琳琳與無綫電視的合約完結，往後淡出香港演藝圈，且移居加拿大。1993年，李琳琳客串參演加拿大劇集《麥迪遜》，同時也是加拿大中文電台的開台元老之一。留加定居時期，她是溫哥華影視人協會會長，現為永遠名譽會長。另一方面，據《南方都市報》報道，前藝人藍潔瑛於2000年5月在溫哥華機場因神志不清，被加國警方帶走兼拘禁在精神病院。其間院方截斷其對外聯絡、謝絕探訪。李琳琳以溫哥華影視人協會會長名義多方奔走設法保釋、均未成功，藍被拘禁超過兩星期。最後李通過協調藍之親屬赴溫哥華成功將藍接出精神病院，並護送其登機返回香港。
其後於2011年中，坊間傳出李琳琳患大腸癌並擴散至淋巴的消息。經治療後，她康復過來。她而後於2024年再次活躍於幕前，主演楊曜愷執導的電影《從今以後》；此片入選第74屆柏林影展，並且獲得泰迪熊獎。

## 個人生活
李琳琳在1968年因拍攝《夏日初戀》的接吻戲份時與陳鴻烈的胞弟、同為演員的陳浩互生情愫，2人曾經公開宣佈與訂婚，不過最後未能結縭。及後李琳琳於1974年5月20日與演員姜大衞在九龍聖德肋撒堂結婚（本來計劃到香港大會堂註冊行禮，然而因準備時間迫切，加上李、姜2人皆為天主教徒，所以改到教堂舉行婚禮。），1990年代初舉家移居溫哥華，2007年暑假舉家回流香港。。
另外，李琳琳的長女姜依蘭曾為藝人，早於1990年15歲時已跟隨張凱騏及李志強學做暑期美術指導，長大後兼做演員和服裝指導。

## 演出作品

### 電視劇（無綫電視）
| 年份   | 劇集名稱                     | 角色                          | 備註           |
| 1971年 | 雙星報喜第一季第十集         | 嘉賓：銀行劫匪/返港美國留學生 |                |
| 1975年 | 群星譜之李琳琳三部曲         | 阿薇                          | 譚家明編導首作 |
| 1975年 | 相見好                       | 豆豆                          |                |
| 1976年 | 心有千千結                   | 江雨薇                        |                |
| 1976年 | 相見好II                     | 豆豆                          |                |
| 1976年 | 民間傳奇之女秀才             | 聞蜚娥／聞俊卿                |                |
| 1977年 | 民間傳奇之江山美人           | 李鳳姐                        | 林嶺東編導首作 |
| 1977年 | 民間傳奇之賭場煞星           | 寶姑娘                        | 杜琪峯客串一角 |
| 1977年 | 民間傳奇之梁山伯與祝英台     | 祝英台                        |                |
| 1977年 | 瑪麗關77                     |                               |                |
| 1978年 | 小李飛刀                     | 林詩音                        |                |
| 1979年 | 女人三十之阿安、蘇珊娜、羅娜 | 阿Ann / Susanna / Laura       |                |
| 1979年 | 英雄無淚                     | 吳婉                          |                |
| 1979年 | 落難天使                     | Angel                         |                |
| 1980年 | 鹽梟                         | 潘蘭花                        |                |
| 1980年 | 仁者無敵                     | 李薇                          |                |
| 1980年 | 輪流傳                       | 翟粵生                        |                |
| 1981年 | 龍虎雙霸天                   | 容小璇                        |                |
| 1981年 | 無雙譜                       | 段鳳三／段素四                |                |
| 1981年 | 楊門女將                     | 楊八妹                        |                |
| 1982年 | 天龍八部                     | 王夫人                        |                |
| 1982年 | 十三太保                     | 沈夢仙                        |                |
| 1983年 | 十三妹                       | 九難師太                      |                |
| 1984年 | 故鄉情                       | 瑞芳                          |                |
| 1984年 | 信是有緣                     |                               |                |
| 1984年 | 武林聖火令                   | 六絕師太                      |                |
| 1985年 | 呂四娘                       | 德妃                          |                |
| 1985年 | 楊家將                       | 蕭太后                        |                |
| 1986年 | 聖劍天驕                     | 石魔                          |                |
| 1986年 | 愛情全盒                     | 安兒母親                      |                |
| 1986年 | 狄青                         | 楊夫人                        |                |
| 1986年 | 薛剛反唐                     | 樊梨花                        |                |
| 1987年 | 旭日背後                     | 江玉娥                        |                |
| 1990年 | 我本善良                     | 簡慧心                        |                |

### 劇集（其他）
| 年份   | 劇集名稱                  | 角色          | 備註                      |
| 1982年 | 左鄰右里之佳偶天成        | 阿儀          | 香港電台                  |
| 1991年 | 香港夢 1991之說不出的未來 | 葉晨母親      | 香港電台                  |
| 1993年 | 麥迪遜                    |               | Global Television Network |
| 2024年 | 外籍人士                  | 雯姐（Wen Ng) | Amazon Prime Video        |

### 電影
带*号的为國語片；没带*号的为粤語片
| 年份   | 電影名稱           | 角色          | 合作演員                                                                                     |
| 1963年 | 教我如何不想她*    |               | 葛蘭、雷震、喬宏、王萊、麥玲、劉小慧、吳家驤                                                 |
| 1964年 | 西太后與珍妃*      |               | 李湄、趙雷、喬宏、雷震、張美瑤、白冰、林靜                                                   |
| 1964年 | 舊愛新歡           | 劉曼芬        | 白露明、林鳳、田青、金雷、陳惠瑜、駱恭、楊業宏、黎雯                                         |
| 1964年 | 深宮怨*            |               | 尤敏、趙雷、喬宏、羅維、夷光、田青                                                           |
| 1964年 | 寶蓮燈*            |               | 尤敏、林翠、葛蘭、白露明、趙雷、雷震、田青                                                   |
| 1965年 | 金玉奴*            | 使女          | 樂蒂、趙雷、吳家驤、姜南、韓燕、王琛                                                         |
| 1965年 | 聊齋誌異           |               | 白冰、陳青、張慧嫻、陳方、莫愁、王萊、劉恩甲、鹿瑜、麥玲                                     |
| 1966年 | 亂世兒女*          | 馬秀蘭        | 樂蒂、陳浩、喬宏、田青、唐菁                                                                 |
| 1966年 | 七重天             | 玉鳳          | 雷震、白冰、田青、劉恩甲、方紫、李英                                                         |
| 1967年 | 青春夢*            | 李小琴        | 張揚、江虹、雷震、周萱、陳浩                                                                 |
| 1967年 | 蘇小妹             | 紅珠          | 林翠、趙雷、張慧嫻、田青、周萱、劉恩甲                                                       |
| 1967年 | 英雄胆*            |               | 張慧嫻、江山、陳曼玲、周萱、王琛、韓燕、李影                                                 |
| 1967年 | 聊齋誌異續集*      | 不笑美人      | 唐菁、李芝安、陳曼玲、韓燕、沈月華                                                           |
| 1968年 | 青春的旋律*        | 艾麗絲        | 金川、鹿瑜、郭曼娜、顧淑媛、曾媚媚、畢多美                                                   |
| 1968年 | 血灑紅玫瑰         |               | 林翠、趙雷、雷震、白冰、狄娜、陳青                                                           |
| 1968年 | 春暖人間*          | 程如花        | 張慧嫻、容蓉、田青、陳浩                                                                     |
| 1968年 | 太太萬歲*          | 施莉莉        | 樂蒂、張揚、田青、李影                                                                       |
| 1968年 | 夏日初戀*          | 黎絲湄        | 江虹、周萱、金川、陳浩、秦祥林                                                               |
| 1969年 | 聊齋誌異三集*      | 伍秋月        | 田青、梁銳、方剛、陳浩、容蓉                                                                 |
| 1969年 | 快劍*              | 夏蓮花        | 雷震、石堅、李允中、王遜、馮毅、姜中原                                                       |
| 1969年 | 名劍天驕           | 連玉嬌        | 曾江、陳齊頌、秦沛、沈芝華、馮淬帆、司馬華龍、駱恭、杜平、關海山、藍天、西瓜刨               |
| 1970年 | 神槍手*            | 鳳姑          | 趙雷、陳浩、田青、王琛、王萊                                                                 |
| 1970年 | 家有賢妻*          | 琳琳          | 陳浩、梁醒波、王琛、姜南、汪平                                                               |
| 1971年 | 騙術奇譚*          |               | 陳浩、梁醒波、王琛、姜南、汪平                                                               |
| 1971年 | 金屋淚*            |               | 王戎、呂奇、林靜、蘇祥、駱恭、司馬華龍、黎灼灼                                               |
| 1971年 | 淘氣女歌手*        |               | 譚伊俐、鄧光榮、李亞萍、何藩、奚秀蘭、蘇帆、蔡一紅、鍾玲玲                                   |
| 1971年 | 巴士站*            | 施莉莉        | 白鷹、尹芳玲、朱牧、艾黎、張揚、高烽、王琛、伊雷、施明、董萍、陳觀泰                         |
| 1971年 | 啊!我的情人*       |               | 鄧光榮、韋蒂雅、蘇帆、顧文宗、董萍、斐斐、袁圓、唐國仕                                       |
| 1972年 | 血愛*              |               | 鄧光榮、虞慧、唐菁、玲玲、陳菁、高烽、小麒麟、伊雷、蘇祥、陳惠敏                             |
| 1972年 | 蕩女神偷*          |               | 陳駿、張英才、恬妮、呂奇、劉思明、陳浩、孟莉、秦祥林、秀瓊、高烽                             |
| 1972年 | 方世玉*            | 小翩          | 孟飛、白虹、倉田保昭、王青、孫嵐                                                             |
| 1972年 | 小拳王*            |               | 孟飛、劉蘭英、倉田保昭、乃南、王遜、劉江、乃昆泰、昆提派、王清                               |
| 1973年 | 應召女郎           | 少芳          | 恬妮、金霏、丁珮、陳曼玲、曾江                                                               |
| 1973年 | 愛慾奇譚*          |               | 秦祥林、沈殿霞、謝賢、張冲、金帝、金霏、伊雷、李文洲、歐陽德芬                               |
| 1973年 | 小老虎*            | 譚芳          | 孟飛、馮淬帆、陳燕燕、石天、林璣                                                             |
| 1973年 | 大密探*            |               | 金霏、秦祥林、陳鴻烈、張沖、謝賢、杜平、王琛、楊威、陳菁、高遠、屠光啟、黃培基、沈殿霞、陳浩 |
| 1974年 | 迷幻嬌娃*          |               | 謝賢、貝蒂、魏平澳、蘇青、顧文宗、容玉意、游龍、白玉龍                                       |
| 1974年 | 蛇殺手*            | 秀娟          | 甘國亮、陳駿、林風、郭志豪、陳紹良、周吉                                                     |
| 1974年 | 應召男郎*          |               | 沈殿霞、西瓜刨、陳浩、謝賢、張沖                                                             |
| 1974年 | 怪人怪事           |               | 姜大衞、石天、齊琳、黎小田、鄭少秋、駱恭、午馬、金霏、盧廸、陳菁                             |
| 1974年 | 廣島廿八*          | 今井京子      | 蕭芳芳、秦祥林、焦姣、關山                                                                   |
| 1974年 | 女人面面觀*        | 司徒芬        | 王冰冰、陳萍、金霏、金燕玲、王戎                                                             |
| 1974年 | 乜都得先生         |               | 鄭少秋、沈殿霞、陳浩、葛小寶、張斌、王光裕、陳鴻烈、李香琴、路丁、羅蘭                       |
| 1975年 | 鐵超人             |               | 陸劍明、葉天行、秦沛、何志強                                                                 |
| 1978年 | 殺出重圍*          |               | 劉家輝、秦沛、石青、楊子勳、黃樹棠、馮克安、何其昌、史永莊、甘露                             |
| 1979年 | 着錯草鞋走錯路     |               | 張雷、劉丹、黃新、劉雅英、羅國維、劉國誠、易倩兒、關聰、任達華、游佩玲、黎少芳、陳立品       |
| 1980年 | 第三類打鬥*        | 紫絹          | 姜大衞、傅聲、甄妮、李藝民、林珍奇                                                           |
| 1982年 | 八彩林亞珍         | 李琳琳        | 蕭芳芳、許冠英、羅文、陳星、胡楓                                                             |
| 1985年 | 女人心             | Sam           | 周潤發、鍾楚紅、繆騫人、任喜寶、李默、張燕君、金燕玲                                         |
| 1986年 | 紅外線             |               | 方怡珍、鄧仲坤、樂天姿、莊彩如、沈威、馬麗莉、梁家仁、孟麗萍、顧冠忠                         |
| 1987年 | 不是冤家不聚頭     | 小不點        | 蕭芳芳、吳耀漢、秦沛、陳國新、關珮琳、焦姣、湘漪                                             |
| 1988年 | 愛情謎語           | 大姑姐        | 鍾楚紅、葉童、杜德偉、陳潔靈、林立三                                                         |
| 1988年 | 好女十八嫁         |               | 鍾楚紅、鍾鎮濤、曾志偉、岑建勳、盧冠廷、杜麗莎                                               |
| 1991年 | 豪門夜宴           |               | 曾志偉、鄭裕玲、梁家輝、關之琳、許冠文、尹光、尹志強                                         |
| 2023年 | 完美的他（微電影） |               | 蘇家欣                                                                                       |
| 2024年 | 從今以後           | 胡碧玉（Pat） | 區嘉雯、太保、梁仲恆、廖子妤、梁雍婷、許素瑩、邵美君、李麗霞、余玉華、黎濟銘                 |

## 主持作品

### 電視節目（無綫電視）
- 動物奇趣錄（1981）
- 婦女新姿（1986-1992）
- 都市閒情（1992）

## 獎項及提名
| 年份 | 頒獎典禮                                         | 獎項       | 作品     | 角色          | 結果 |
| ---- | ------------------------------------------------ | ---------- | -------- | ------------- | ---- |
| 2024 | 第24屆聖地牙哥LGBTQ電影節 （页面存档备份，存于） | 最佳女配角 | 從今以後 | Pat（胡碧玉） | 獲獎 |
| 2025 | 第18屆亞洲電影大獎                               | 最佳女配角 | 從今以後 | Pat（胡碧玉） | 提名 |
| 2025 | 第43屆香港電影金像獎                             | 最佳女配角 | 從今以後 | Pat（胡碧玉） | 提名 |